# Luganói-tó
A Luganói-tó (olaszul: Lago di Lugano, lombardul: Lag de Lugan; Ceresio a latin Ceresius névből vagy régiesen, németül Lauisersee) Ticino svájci kanton déli részén és Észak-Olaszországban található. Nevét Lugano város nevéről kapta. Tengerszint feletti magassága 271 m, területe 48,7 km² (18 km² Olaszországhoz, 30,7 km² Svájchoz tartozik). Legmélyebb pontja 288 méter, térfogata 6,5 km³.

## Leírás
A tó a Würm-glaciális után két gleccser összetalálkozásánál keletkezett, ezzel magyarázható több nyúlványos formája.
Bizonyos ágai Olaszországba nyúlnak át és itt található a játékkaszinójáról híres olasz beékelődés is, Campione d’Italia, ami egy kissé bonyolult határvonalat eredményez. Bár svájci terület veszi körül, az Európai Unió (EU) része, de az EU Vámkódexe szerint nem tartozik az EU vámterületéhez. Egy Olaszország és Svájc között kötött egyezmény értelmében Campione a vám szempontjából svájci területnek tekintendő.
A tavat Luganótól délre autópálya és vasút szeli ketté a Melidei-gáton.
Ismert kilátóhegyek a tó partján a Monte Brè (925 m), a Monte San Salvatore (912 m) és a Monte Generoso (1701 m). A déli nyúlványok között fekszik Monte San Giorgio (1097 m), ami 2003 óta szerepel az UNESCO világörökség-listáján.
A tó Svájc déli csücskén, mediterrán jellegű klímában fekszik; kedvelt kiránduló- és nyaralóhely.

## Hajózás a Luganói-tavon

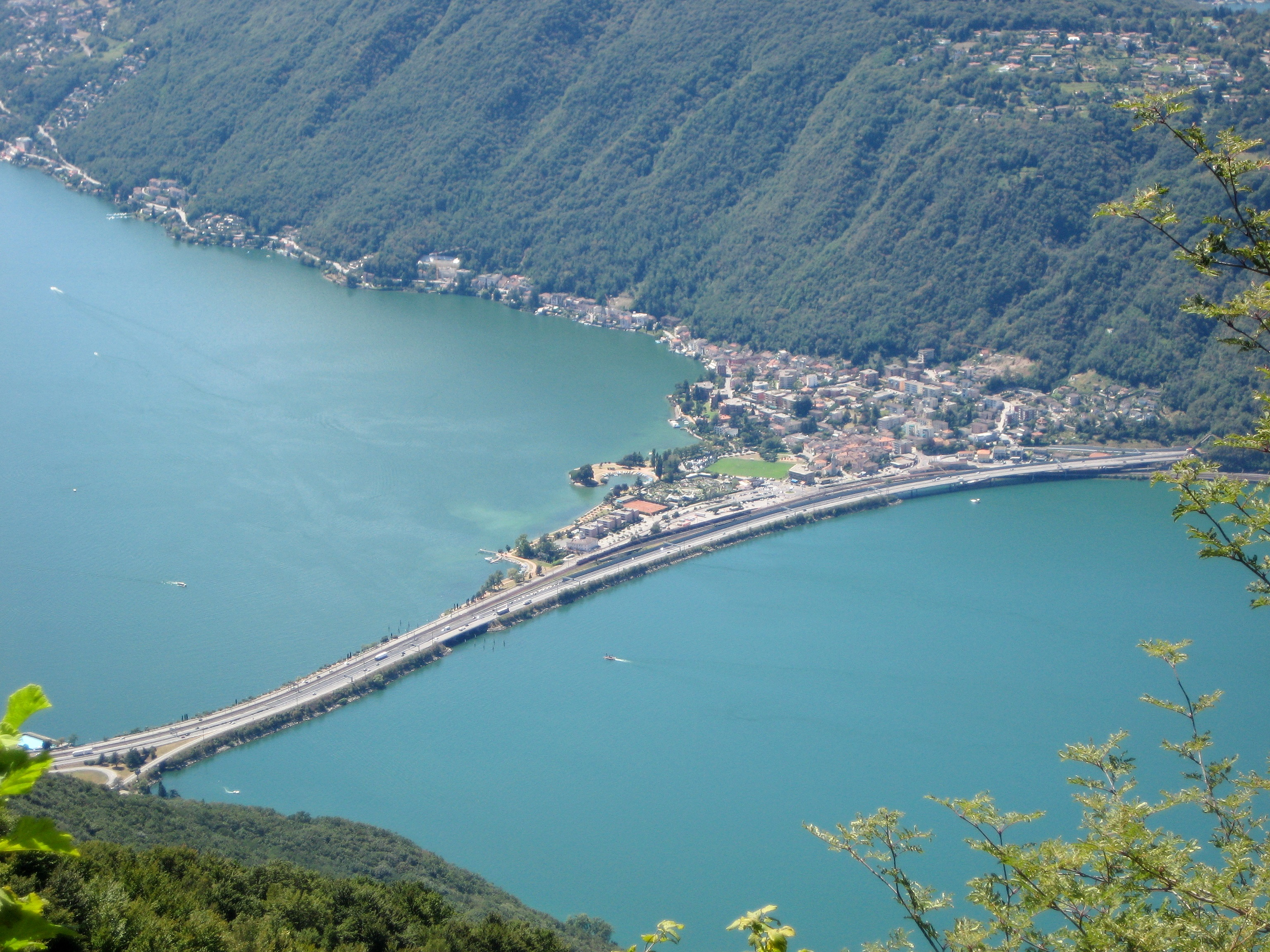
A Melidei gát

Először 1848-ban bocsátottak vízre gőzhajót a Luganói-tavon. A „Ticino” nevű hajó befogadóképessége 200 személy, sebessége 18 km/h volt, ami az akkori kor jelentős eredményének és eseményének számított. Történelmi dátum a vidéki termelők számára, akik mindaddig lovaskocsin vagy evezős csónakon szállították termékeiket az eladás helyszínére. Csak 26 évvel később készült el az első helyi vasútvonal (1874: Chiasso–Lugano) és csaknem 40 évvel később adták át az első drótköteles felvonópályát (1886: Lugano vasútállomás és Lugano városközpont között).
A Gotthárd-vasútvonal megnyitása 1882-ben további lendületet adott a virágzó vendéglátásnak: 1882-ben már 280 000 hajózó utast számláltak a Luganói-tavon.
Az 1881 és 1911 közötti 30 évben újabb 9 személyszállító gőzöshajó került a hajóflottához. 2001-ben bocsátották vízre a San Gottardo nevű motoros hajót.

## Fordítás
- Ez a szócikk részben vagy egészben  a   Luganersee című német Wikipédia-szócikk fordításán alapul.  Az eredeti cikk szerkesztőit annak laptörténete sorolja fel. Ez a jelzés csupán a megfogalmazás eredetét és a szerzői jogokat jelzi, nem szolgál a cikkben szereplő információk forrásmegjelöléseként.